# Len Bradbury
Leonard Bradbury (tháng 7 năm 1914 – 2007) là một cầu thủ bóng đá người Anh. Ông thường thi đấu ở vị trí ở vị trí tiền đạo. Ông sinh ra ở Northwich, Cheshire, thi đấu cho Manchester United, Old Wittonians, Northwich Victoria, và University of Manchester.